# Imprimerie Guillemin

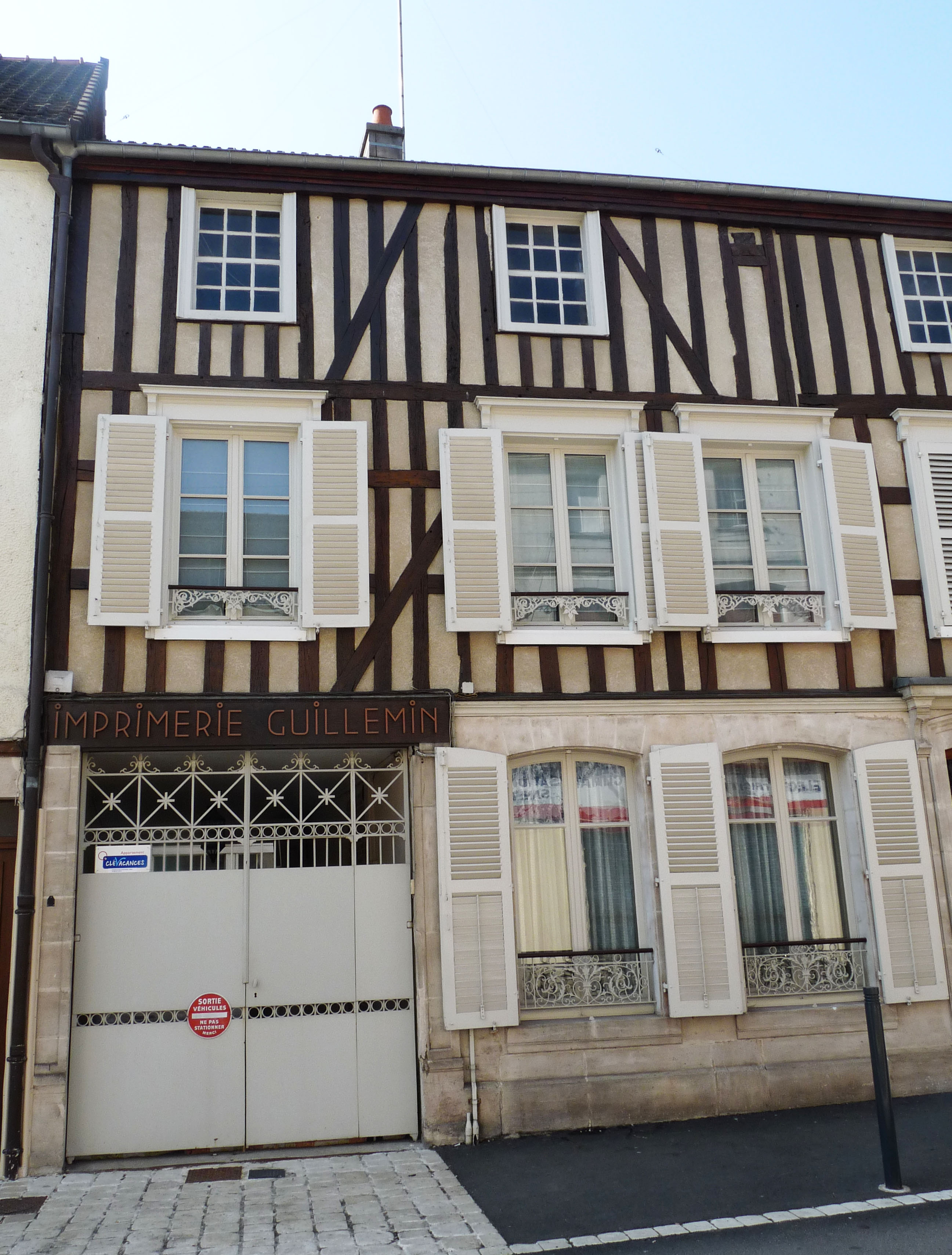
Imprimerie Guillemin, Altbau

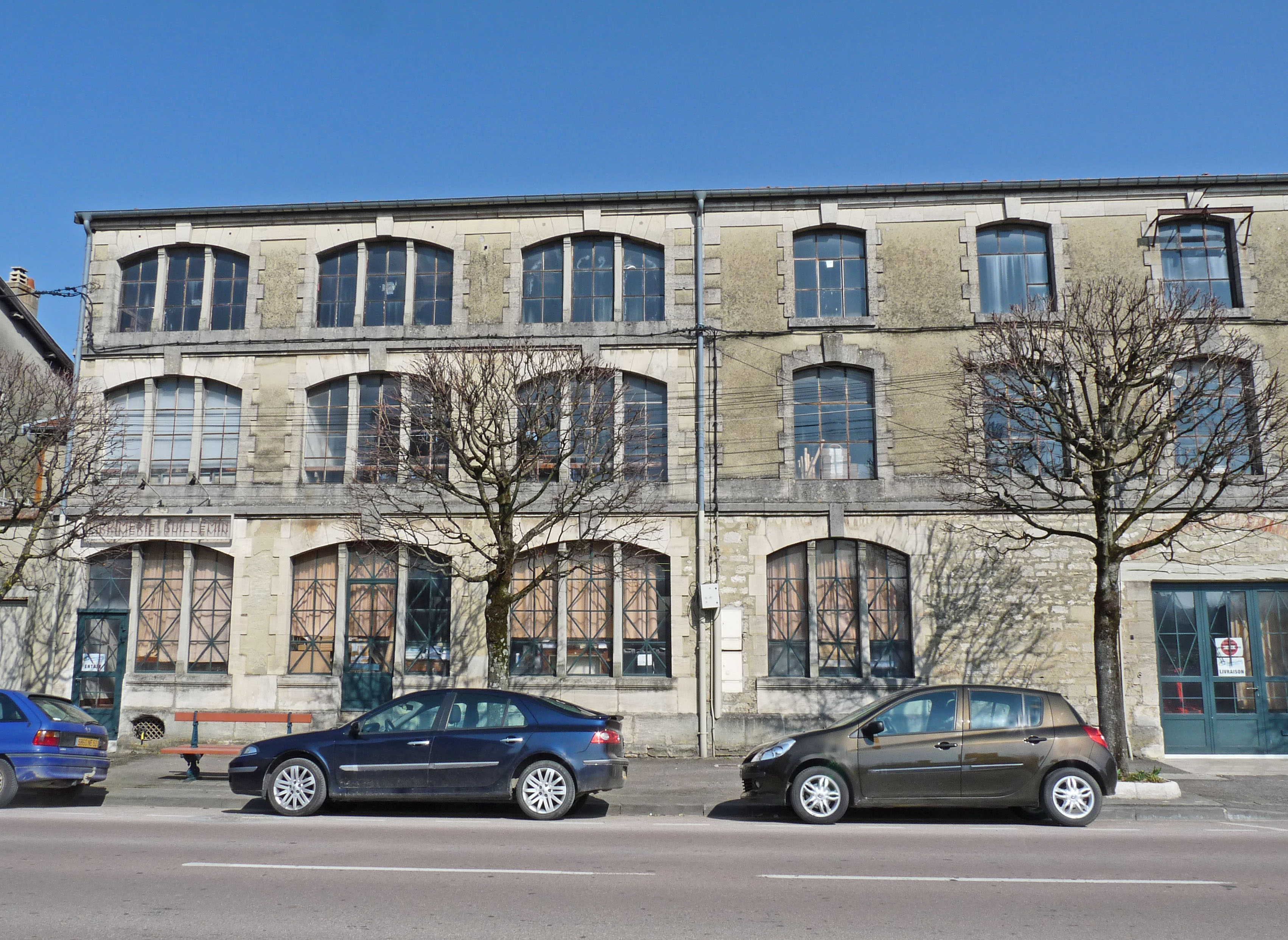
Neubau

Die Imprimerie Guillemin (dt. Druckerei Guillemin) in Wassy, einer französischen Gemeinde im Département Haute-Marne in der Region Grand Est, wurde 1833 gegründet. Die Druckerei befindet sich an der Rue du Général Greslay Nr. 22.

## Patrimoine industriel
Die Gebäude der ehemaligen Druckerei, d. h. die Maschinenhalle und das Fachwerkhaus mit der Wohnung des Unternehmers und den Büros, wurde auf die Liste des Patrimoine industriel régional (regionales Industriedenkmal) gesetzt.